# محمد بن عبد الرحمن بن أبي الفاتك
الشريف محمد بن عبد الرحمن بن أبي الفاتك عبد الله بن داود بن سليمان حاكم وشريف مكة والحجاز تولى أمر مكة في عام 430هـ الموافق 1039م، يعتبر الشريف محمد بن عبد الرحمن ثاني حكام الأشراف السليمانييون من بني هاشم التي حكمت مكة والحجاز سنة 403 هـ الموافق 1012م واستمر حكمه إلى سنة 1048م.

## نسبه
هو الشريف محمد بن عبد الرحمن بن أبي الفاتك عبد الله بن داود بن سليمان بن عبد الله الرضا بن موسى بن عبد الله الكامل بن الحسن المثنى بن الحسن السبط بن علي بن أبي طالب.

## إمارته على مكة المكرمة والحجاز
الشريف محمد بن عبد الرحمن تولى أمر مكة في سنة 430 هـ الموافق 1039م، ثاني حكام الأشراف السليمانيين من بني هاشم واستمر حكمه إلى سنة 1048 م، تولى الحكم بعد تنازل أخيه الشريف أبو الطيب داود بن عبد الرحمن عن الحكم وتأسيسه للمخلاف السليماني حكم مايقارب 9 سنوات وقد نال الشريف محمد بن عبد الرحمن حظوة كبيرة لدى الحكام الفاطميين ومما امتاز به الشريف محمد بن عبد الرحمن حزمه في إدارة الأمور وصرامته في الحكم، لذا هابه البدو والحضر واحترمه الحجاج والمجاورون، وقضى بحزمه على أصحاب الفتن، واستمرالحجاز محكوما بأمره في أمن واستقرار لا تتخلله القلاقل ولا الفوضى وعاش الناس في أحسن حال وحكم بشرع الله. خلفه بالحكم بعد وفاته ابن أخيه الشريف وهاس بن أبو الطيب داود بن عبد الرحمن.

## حدود إمارته
دانت له الحجاز كلها ويدخل في ظل إمارته مكة وجدة والطائف و المدينة وجميع أقطار الحجاز وكانت حدوده الجنوبية والتي كانت تسمى بالمخلاف السليماني تحت حكم أخيه الشريف أبي الطيب داود بن عبد الرحمن مما عزز من حكمه ومهابة جميع من حوله.

## وفاته
توفي الشريف محمد بن عبد الرحمن في مكة حيث وافته المنية رحمه الله في عام 1048م وصُلّي عليه في المسجد الحرام وعمره (75) سنة.